# Jimin
Jimin bzw. Ji-min ist ein koreanischer geschlechtsneutraler Vorname. Die Namensbedeutung ist „gutaussehend“ sowie „Die Schönheit“.

## Bekannte Namensträger
- Han Ji-min (* 1982), südkoreanische Schauspielerin
- Jimin Oh-Havenith (* 1960), koreanisch-deutsche Pianistin
- Jimin (Sänger) (* 1995), südkoreanischer Tänzer und Sänger